# Pelayo Sánchez
Pelayo Sánchez Mayo (* 27. března 2000) je španělský profesionální silniční cyklista jezdící za UCI WorldTeam Movistar Team.

## Hlavní výsledky
2018
Národní šampionát
3. místo časovka juniorů
2020
Vuelta a Cantabria
2. místo celkově
vítěz 3. etapy
Národní šampionát
5. místo časovka do 23 let
2022
Volta ao Alentejo
7. místo celkově
 vítěz soutěže mladých jezdců
2023
Vuelta a Asturias
vítěz 3. etapy
2. místo Trofeo Andratx–Mirador D'es Colomer
GP Beiras e Serra da Estrela
3. místo celkově
vítěz 1. etapy (TTT)
5. místo Tour du Doubs
Vuelta a España
 cena bojovnosti po 20. etapě
2024
vítěz Trofeo Pollença – Port d'Andratx
Giro d'Italia
vítěz 6. etapy
10. místo Figueira Champions Classic

### Výsledky na Grand Tours
| Grand Tour      | 2021 | 2022 | 2023 | 2024 |
| --------------- | ---- | ---- | ---- | ---- |
| Giro d'Italia   | —    | —    | —    | 40   |
| Tour de France  | —    | —    | —    |      |
| Vuelta a España | 84   | —    | 37   |      |

| —   | Nezúčastnil se |
| DNF | Nedokončil     |